# 레이트 나이트 위드 지미 팰런
《레이트 나이트 위드 지미 팰런》(영어: Late Night with Jimmy Fallon)은 2009년 3월 2일부터 미국 NBC에서 방송중인 심야 토크 · 버라이어티 프로그램이다.

## 개요
《레이트 나이트》의 사회를 맡고 있던 코넌 오브라이언이 2009년 6월부터 출연하는 《투나잇 쇼》의 준비를 위해 후임으로 지미 팰런을 지명하였다. 2014년 2월부터 출연하는 《더 투나잇 쇼》의 준비를 위해 같은 달에 종료되었다. 후속 프로그램에 세스 마이어스 사회의 《레이트 나이트 위드 세스 마이어스》가 2월 24일 첫 방송되었다.